# Persone di nome Carlo/Militari
| Questa pagina contiene informazioni ricavate automaticamente dalle voci biografiche con l'ausilio del template Bio e di un bot. L'aggiornamento è periodico e automatico e ricostruisce completamente la pagina. Se manca una persona in questa lista, sei pregato di non aggiungerla, ma accertati piuttosto che la sua voce biografica contenga il template Bio e che i dati anagrafici siano correttamente compilati. Se il template Bio manca, inseriscilo tu stesso o, in alternativa, metti l'avviso {{tmp\|Bio}} che ne segnala la mancanza. Se i dati riportati sono sbagliati, correggi direttamente la voce biografica; le modifiche saranno visibili in questa lista entro pochi giorni. Per chiarimenti vedi il progetto antroponimi. La lista contiene solo le 96 persone che sono citate nell'enciclopedia e per le quali è stato implementato correttamente il template Bio. Pagina aggiornata al 6 ago 2025. |

Questa è una lista di persone presenti nell'enciclopedia che hanno il nome Carlo e sono militari.

## A(3)
- Carlo Afan de Rivera, militare e ingegnere italiano (Gaeta, n. 1779 - Napoli, † 1852)
- Carlo Emanuele Alfieri di Sostegno, militare e diplomatico italiano (Torino, n. 1764 - Torino, † 1844)
- Carlo Avegno, ufficiale italiano (Meina, n. 1900 - La Maddalena, † 1943)

## B(15)
- Carlo Bagnaresi, militare italiano (Castelbolognese, n. 1922 - Castino, † 1944)
- Carlo Balestra di Mottola, militare, diplomatico e politico italiano (Roma, n. 1911 - † 1998)
- Carlo Barberini, militare e nobile italiano (Firenze, n. 1562 - Bologna, † 1630)
- Carlo Bazzi, militare italiano (Milano, n. 1883 - San Martino del Carso, † 1916)
- Carlo Emanuele Belli, militare italiano (Roma, n. 1818 - Roma, † 1888)
- Carlo Bontemps, militare e patriota italiano (Massa, n. 1843 - Roma, † 1918)
- Carlo Borsani, militare, giornalista e poeta italiano (Legnano, n. 1917 - Milano, † 1945)
- Carlo Bosio, militare italiano (Genova, n. 1916 - acque di Malta, † 1941)
- Carlo Bottiglioni, militare italiano (Carrara, n. 1906 - Malipaci, † 1941)
- Carlo Bresciano, militare italiano (Torino, n. 1888 - Vinaixa, † 1939)
- Carlo Giuseppe Bronzetti, militare italiano (Roveré della Luna, n. 1788 - Landau in der Pfalz, † 1854)
- Carlo Bruschi, militare e politico italiano (n. 1820 - † 1878)
- Carlo Buccarella, militare italiano (Salonicco, n. 1896 - Monfalcone, † 1916)
- Carlo Alfonso Buffa di Perrero, militare italiano (Torino, n. 1867 - Castagnevizza, † 1916)
- Napoleone III di Francia, militare e politico francese (Parigi, n. 1808 - Chislehurst, † 1873)

## C(13)
- Carlo Cabigiosu, ex militare italiano (Brunico, n. 1939)
- Carlo Canella, militare e aviatore italiano (Pescantina, n. 1913 - Caprino Veronese, † 1986)
- Carlo Ludovico di Schleswig-Holstein-Sonderburg-Beck, ufficiale tedesco (n. 1690 - Königsberg, † 1774)
- Carlo di Solms-Braunfels, ufficiale, militare e principe tedesco (Neustrelitz, n. 1812 - Bad Kreuznach, † 1875)
- Carlo Fiorentino di Salm, militare olandese (n. 1638 - † 1676)
- Carlo Francesco Ercole Castelbarco, militare italiano (n. 1699 - Parma, † 1734)
- Carlo Antonio di Castellamonte, militare italiano
- Carlo Castelnuovo delle Lanze, militare italiano (San Paolo Bel Sito, n. 1895 - Udine, † 1917)
- Carlo Catinelli, militare, politico e saggista italiano (Gorizia, n. 1780 - Gorizia, † 1869)
- Carlo Chiamenti, militare italiano (Benevento, n. 1911 - Prroni i That, † 1941)
- Carlo Corradino Chigi, militare e politico italiano (Siena, n. 1802 - Fivizzano, † 1881)
- Carlo Citarella, militare italiano (Messina, n. 1899 - San Gervasio, † 1918)
- Carlo Croce, militare e partigiano italiano (Milano, n. 1892 - Bergamo, † 1944)

## D(9)
- Carlo De Amezaga, militare italiano (Genova, n. 1835 - Castelletto d'Orba, † 1899)
- Carlo Del Prete, militare e aviatore italiano (Lucca, n. 1897 - Rio de Janeiro, † 1928)
- Carlo Delcroix, militare, politico e scrittore italiano (Firenze, n. 1896 - Roma, † 1977)
- Carlo Dell'Antonio, militare, aviatore e partigiano italiano (Trieste, n. 1913 - † 1945)
- Carlo D'Amico, militare italiano (Jelsi, n. 1857 - Torino, † 1914)
- Carlo II d'Albret, militare e politico francese (n. 1407 - † 1471)
- Carlo d'Avalos, militare e politico italiano (Milano, n. 1541 - Napoli, † 1612)
- Carlo di Lannoy, militare olandese (Valenciennes, n. 1487 - Gaeta, † 1527)
- Carlo Augusto di Nassau-Weilburg, militare tedesco (Weilburg, n. 1685 - Weilburg, † 1753)

## E(2)
- Carlo Ederle, militare italiano (Verona, n. 1892 - Zenson di Piave, † 1917)
- Carlo Evangelisti, militare italiano (Frascati, n. 1910 - Gimma, † 1941)

## F(3)
- Carlo Fecia di Cossato, militare italiano (Roma, n. 1908 - Napoli, † 1944)
- Carlo Ferrarini, militare e patriota italiano (Reggio nell'Emilia, n. 1767 - Quattro Castella, † 1830)
- Carlo Freguglia, militare italiano (Ivrea, n. 1890 - Flondar, † 1917)

## G(8)
- Carlo Antonio Napione, militare, chimico e mineralogista italiano (Torino - Rio de Janeiro, † 1814)
- Carlo Gallardi, militare italiano (Vercelli, n. 1885 - Monte Ermada, † 1917)
- Carlo Gallina, militare e calciatore italiano (Garbagna Novarese, n. 1895 - Novara, † 1944)
- Carlo Gallotti, militare e aviatore italiano (Napoli, n. 1887)
- Carlo Gardan, militare italiano (Santa Maria di Sala, n. 1893 - basso Piave, † 1918)
- Carlo Giordana, militare italiano (Moncalieri, n. 1865 - Monte Cucco di Mandrielle, † 1916)
- Carlo Gonzaga, militare italiano (Guastalla, n. 1602 - † 1670)
- Carlo Guadagni, militare italiano (Santeramo in Colle, n. 1878 - Piave, † 1918)

## L(6)
- Carlo Lanza, militare, diplomatico e politico italiano (Mondovì, n. 1837 - Torino, † 1918)
- Carlo Legrottaglie, militare italiano (Ostuni, n. 1965 - Francavilla Fontana, † 2025)
- Carlo Lenci, militare italiano (La Maddalena, n. 1898 - La Muela, † 1938)
- Carlo Lodi di Capriglio, militare e politico italiano (Capriglio, n. 1755 - Capriglio, † 1827)
- Francis Lombardi, militare, aviatore e designer italiano (Genova, n. 1897 - Vercelli, † 1983)
- Carlo Lombardi, militare italiano (Brescia, n. 1834 - Wilmington, † 1865)

## M(11)
- Carlo Magnaghi, militare e aviatore italiano (Gaggiano - Fogliano, † 1944)
- Carlo Manfredi Luserna d'Angrogna, militare italiano (Torino - Luserna San Giovanni, † 1572)
- Carlo Marenco di Moriondo, militare e marinaio italiano (Torino, n. 1915 - Oceano Atlantico, † 1941)
- Carlo Marescotti Ruspoli, militare italiano (New York, n. 1892 - El Alamein, † 1942)
- Carlo Margottini, militare e marinaio italiano (Roma, n. 1899 - Canale di Sicilia, † 1940)
- Carlo Mazzaresi, militare italiano (Roma, n. 1893 - Monte Rosso, † 1915)
- Carlo Meyer, militare e politico italiano (Livorno, n. 1837 - † 1897)
- Carlo Miani, militare e aviatore italiano (Trieste, n. 1914 - Perugia, † 1994)
- Carlo Michelini di San Martino, militare italiano (Torino, n. 1854 - Torino, † 1914)
- Carlo Moneta, militare italiano (Roma, n. 1894 - Catalogna, † 1938)
- Carlo Montù, militare, politico e ingegnere italiano (Torino, n. 1869 - Bellagio, † 1949)

## N(3)
- Carlo Negri, militare e aviatore italiano (Genova, n. 1919 - Coriza, † 1943)
- Carlo Nicolis di Robilant, militare italiano (Torino, n. 1799 - Torino, † 1871)
- Carlo Noé, militare italiano (Mesero, n. 1915 - Bois de Suffin, † 1940)

## O(1)
- Carlo Orelli, militare e supercentenario italiano (Perugia, n. 1894 - Roma, † 2005)

## P(6)
- Carlo Pallio di Rinco, militare italiano (Torino, n. 1782 - Torino, † 1842)
- Carlo Alberto Pasolini, militare italiano (Bologna, n. 1892 - Roma, † 1958)
- Carlo Perris, militare e politico italiano (Angri, n. 1869 - Napoli, † 1944)
- Carlo Pfister, militare e aviatore italiano (New York, n. 1916 - Caltagirone, † 1943)
- Carlo Maria Piazza, ufficiale, aviatore e cavaliere italiano (Busto Arsizio, n. 1871 - Milano, † 1917)
- Carlo Pirzio Biroli, militare e partigiano italiano (Roma, n. 1909 - Tirana, † 1943)

## R(5)
- Carlo Ravnich, militare e partigiano italiano (Albona, n. 1903 - Bordighera, † 1996)
- Carlo Reina, militare italiano (Como, n. 1881 - Beregazzo, † 1935)
- Carlo Leone Reynaudi, militare e politico italiano (Piasco, n. 1845 - Roma, † 1926)
- Carlo Rodi, militare italiano (Bosco Marengo, n. 1799 - Fresonara, † 1862)
- Carlo Maurizio Ruspoli di Poggio Suasa, militare e aviatore italiano (Oberhofen, n. 1906 - Buenos Aires, † 1947)

## S(7)
- Carlo Sabatini, militare italiano (Alessandria, n. 1891 - Roma, † 1969)
- Carlo Santoro, militare italiano (Cava de' Tirreni, n. 1900 - Tripolitania, † 1928)
- Bernardo di Sassonia-Weimar-Eisenach, militare tedesco (Weimar, n. 1792 - Liebenstein, † 1862)
- Carlo Scaglia, militare italiano (Modigliana, n. 1895 - Krawzowka, † 1943)
- Carlo Seganti, militare e aviatore italiano (Venezia, n. 1917 - mar Mediterraneo, presso Capo Scaramia, † 1942)
- Carlo Simoncini e Sady Serafini, militare sammarinese (Città di San Marino, n. 1892 - Lucinico, † 1916)
- Carlo Sorcinelli, militare e marinaio italiano (Porto Recanati, n. 1920 - Mare di Corsica, † 1944)

## T(3)
- Carlo Taverna, militare e partigiano italiano (Viguzzolo, n. 1920 - Piacenza, † 2023)
- Carlo Giusto de Torresani Lanzfeld, militare austriaco (Cles, n. 1779 - Riva del Garda, † 1852)
- Carlo Tosi, ufficiale, aviatore e avvocato italiano (Busto Arsizio, n. 1894 - Courmayeur, † 1956)

## V(1)
- Carlo Alberto Viazzi, militare italiano (Genova, n. 1895 - Genova, † 1952)